# Franz Schmitt
Franz Schmitt (ur. 5 września 1937 w Aschaffenburgu) – zachodnioniemiecki zapaśnik walczący w stylu klasycznym. Olimpijczyk z Tokio 1964, gdzie zajął dziewiąte miejsce w kategorii 70 kg.
Szósty na mistrzostwach świata w 1958. Piąty na mistrzostwach Europy w 1966 i 1967 roku.
Mistrz RFN w 1957, 1958, 1960, 1961, 1964, 1965 i 1968; drugi w 1962, 1966 i 1967; trzeci w 1963, w stylu klasycznym. Mistrz w stylu wolnym w 1962; trzeci 1958, 1967 i 1968 roku.